# Caso di Sciacca
Der Caso di Sciacca war die Fehde zwischen der Familie Perollo und der Grafen von Luna, die von 1459 bis 1529 andauerte.

## Geschichte
Alles begann mit der Hochzeit von Margherita Peralta, Erbgräfin von Caltabellotta mit dem Grafen Artale von Luna. Diese Ehe kreuzte die Interessen von Giovanni Perollo, der Margherita und die Grafschaft von Caltabellotta begehrte.
Während einer Prozession, an der Artale unbewaffnet teilnahm, versuchte Perollo ihn zu erdolchen. Dies gelang ihm nicht. Die Rache des Grafen von Luna kam unmittelbar. Zusammen mit vielen befreundeten und verwandten Familien, unter anderem die Tagliavia und die Siracusa versuchte er Perollo gefangen zu nehmen. Da dieser sich versteckt hatte und unauffindbar war, metzelte er alle Vasallen der Perollo, die er in die Hände bekam.
Es folgte ein Bürgerkrieg zwischen den Familien, die in der nächsten Generation andauerte und sogar vor der Verwendung von Kanonen nicht scheute. Der sogenannte „Zwischenfall von Sciacca“ beschäftigte sogar Kaiser Karl V. und Papst Clemens VII.
Es endete 1529 mit dem Tod von Giacomo Perollo, dessen Leiche Graf Luna von einem Pferd durch die Straßen der Stadt ziehen ließ. Um die Stadt zu befrieden, sandte Karl V. sogar Truppen nach Sciacca. Graf Luna flüchtete nach Rom zu seinem Onkel Papst Clemens VII. Aber weder er noch der Kaiser waren bereit, ihm zu verzeihen. Graf Luna nahm sich verzweifelt das Leben, indem er sich in den Tiber stürzte.